# 府藩県三治制
府藩県三治制（ふはんけんさんちせい）は、明治初年の地方行政制度。慶應4年（明治元年）閏4月21日「地方を分て府藩縣と為し府縣に知事を置き藩は姑（しばら）く其舊（その旧）に仍（よ）る」の太政官布告（政体書）以降この呼称が用いられ、府藩県三治の制とも呼ばれる。

## 概要
1868年6月11日（慶応4年閏4月21日）、政体書（法令第331号）公布に伴い、維新後の徳川幕府の直轄地に置かれていた裁判所を廃止し、そのうち城代・京都所司代・奉行の支配地を府、それ以外を県として、府に知府事、県に知県事を置いたが、藩は従来どおり大名が支配した。また旗本領、寺社領、および大名・旗本の御預所などの管轄までは定められていなかったが、1868年7月13日（慶応4年5月24日）旗本采地の府県管轄指令（法令418号）により、旗本領（万石以下之領地）と寺社領が最寄の府県の管轄となることが定められた。ただし全国一斉に旗本領・寺社領が府県の管轄となったわけではなかった。
1869年7月25日（明治2年6月17日）の版籍奉還によって三治制が確立して藩も国の行政区画となり、旧藩主（大名）は知藩事に任命された。知藩事は中央政府から任命される地方官であり、藩の領域も藩主に支配権が安堵された「所領」ではなく、地方官である知藩事が中央政府から統治を命じられた「管轄地」とされた。
1870年1月3日（明治2年12月2日）旗本領の上知が決定され、府・藩・県のいずれかに所属することが定められた。これにより全国の旗本領が消滅した。
1870年10月14日（明治3年9月10日）に「藩制」が制定されて藩組織の全国的な統一が強制されるなど、中央政府による各藩に対する統制が強められる一方、多くの藩で財政の逼迫が深刻化し、廃藩を申し出る藩が相次いだ。
明治3年12月末頃、内示により藩御預所の管轄が府・藩・県のいずれかに移管され、各地に残っていた藩御預所が形式上消滅した。実際の引き渡しは翌年までずれる地域もあり、伊予国内の高知藩御預所のように所属の曖昧なまま廃藩置県を迎えた地域もあった。1871年2月23日（明治4年1月5日）寺社領の上知が決定され、府・藩・県のいずれかに所属することが定められた。これにより全国の寺社領が消滅した。
1871年8月29日（明治4年7月14日）の廃藩置県により藩は廃止され、府県制となった。

## 廃藩置県以前に設置された府県

### 凡例
※太字は府、廃止日の欄に○を付したものは廃藩置県当日の明治4年7月14日（1871年8月29日）に存在した府県。以下の地方区分は現在行われている区分による。慶応4年と明治元年は同じ年（西暦1868年）。明治5年12月2日（1872年12月31日）まで旧暦を使用。

### 北海道・東北地方
| 府県名 | 設置日                            | 廃止日                            | 備考 |
| ------ | --------------------------------- | --------------------------------- | --- |
| 箱館府 | 慶応4年閏4月24日（1868年6月14日） | 明治2年7月8日（1869年8月15日）    | 箱館裁判所（旧：箱館奉行所）を改称。 開拓使設置により廃止。                                                          |
| 若松県 | 明治2年5月4日（1869年6月13日）    | ○                                 | |
| 桃生県 | 明治2年7月20日（1869年8月27日）   | 明治3年9月28日（1870年10月22日）  | 明治2年8月13日（1869年9月18日）、石巻県に移転改称。 登米県へ編入。                                                   |
| 福島県 | 明治2年7月20日（1869年8月27日）   | ○                                 | |
| 酒田県 | 明治2年7月26日（1869年9月2日）    | ○                                 | 明治3年9月28日（1870年10月17日）、山形県に移転改称（山形藩の転封による）。                                           |
| 九戸県 | 明治2年8月7日（1869年9月12日）    | 明治2年11月28日（1869年12月30日） | 明治2年9月13日（1869年10月17日）、八戸県に改称。 明治2年9月19日（1869年10月23日）、三戸県に移転改称。 江刺県へ編入。 |
| 登米県 | 明治2年8月7日（1869年9月12日）    | ○                                 | |
| 江刺県 | 明治2年8月7日（1869年9月12日）    | ○                                 | |
| 白石県 | 明治2年8月7日（1869年9月12日）    | ○                                 | 明治2年11月21日（1869年12月23日）、角田県に移転改称。                                                                |
| 白河県 | 明治2年8月7日（1869年9月12日）    | ○                                 | |
| 胆沢県 | 明治2年8月12日（1869年9月17日）   | ○                                 | |
| 盛岡県 | 明治3年7月10日（1870年8月6日）    | ○                                 | 盛岡藩の廃止により設置。                                                                                             |

上記のほか、戊辰戦争で減封された東北諸藩等の領地（東北地方民政取締諸藩）に以下の県が設置されていた。法令に従って設置された県だが、明治政府の公文書には記録が残っておらず、正式な県とは認めていない資料が多い。
| 府県名 | 設置日                           | 廃止日                          | 備考                                                                                                   |
| ------ | -------------------------------- | ------------------------------- | --- |
| 花巻県 | 明治元年12月7日（1869年1月19日） | 明治2年8月18日（1869年9月23日） | 旧盛岡藩領・仙台藩領のうち松本藩取締地に設置。江刺県に継承。                                           |
| 盛岡県 | 明治元年12月7日（1869年1月19日） | 明治2年8月7日（1869年9月12日）  | 旧盛岡藩領のうち松代藩取締地に設置。江刺県に継承（明治3年（1870年）設置の上記盛岡県とは別）。          |
| 涌谷県 | 明治元年12月7日（1869年1月19日） | 明治2年8月7日（1869年9月12日）  | 旧仙台藩領のうち土浦藩取締地に設置。登米県に継承。                                                     |
| 桑折県 | 明治元年12月7日（1869年1月19日） | 明治2年7月20日（1869年8月27日） | 旧棚倉藩領・二本松藩領・磐城平藩領・福島藩領・関宿藩領・会津藩領および幕府領のうち中村藩取締地に設置。 |
| 栗原県 | 明治元年12月23日（1869年2月4日） | 明治2年8月7日（1869年9月12日）  | 旧仙台藩領のうち宇都宮藩取締地に設置。胆沢県に継承。                                                   |
| 北奥県 | 明治2年2月8日（1869年3月20日）   | 明治2年8月7日（1869年9月12日）  | 旧盛岡藩領のうち黒羽藩取締地に設置。九戸県に継承。                                                     |
| 伊沢県 | 明治2年2月30日（1869年4月11日）  | 明治2年8月18日（1869年9月23日） | 旧盛岡藩領・仙台藩領・一関藩領のうち前橋藩取締地に設置。胆沢県に継承。                                 |

### 関東地方
| 府県名         | 設置日                          | 廃止日 | 備考                                                                                                |
| -------------- | ------------------------------- | ------ | --------------------------------------------------------------------------------------------------- |
| 江戸府         | 慶応4年5月11日（1868年6月30日） | ○      | 慶応4年7月17日（1868年9月3日）、東京府に改称。                                                      |
| 神奈川府       | 慶応4年6月17日（1868年8月5日）  | ○      | 明治元年9月21日（1868年11月5日）、神奈川県に改称。                                                  |
| 岩鼻県         | 慶応4年6月17日（1868年8月5日）  | ○      | |
| 武蔵知県事     | 慶応4年6月19日（1868年8月7日）  | ○      | 明治2年1月28日（1869年3月10日）、大宮県に改称。 明治2年9月29日（1869年11月2日）、浦和県に移転改称。 |
| 武蔵知県事     | 慶応4年6月29日（1868年8月17日） | ○      | 明治2年2月9日（1869年3月21日）、品川県に移転改称。                                                  |
| 武蔵知県事     | 慶応4年7月10日（1868年8月27日） | ○      | 明治2年1月13日（1869年2月23日）、小菅県に改称。                                                     |
| 常陸知県事     | 慶応4年6月27日（1868年8月15日） | ○      | 明治2年2月9日（1869年3月21日）、若森県に改称。                                                      |
| 安房上総知県事 | 慶応4年7月2日（1868年8月19日）  | ○      | 明治2年2月9日（1869年3月21日）、宮谷県に改称。                                                      |
| 下総知県事     | 慶応4年8月8日（1868年9月23日）  | ○      | 明治2年1月13日（1869年2月23日）、葛飾県に改称。                                                     |
| 真岡知県事     | 慶応4年6月4日（1868年7月23日）  | ○      | 明治2年2月15日（1869年3月27日）、日光県に移転改称。                                                 |

### 中部地方
| 府県名           | 設置日                             | 廃止日                             | 備考 |
| ---------------- | ---------------------------------- | ---------------------------------- | --- |
| 笠松県           | 慶応4年閏4月25日（1868年6月15日）  | ○                                  | |
| 飛騨県           | 慶応4年5月23日（1868年7月12日）    | ○                                  | 慶応4年6月2日（1868年7月21日）、高山県に改称。                                                                                            |
| 越後府 （第1次） | 慶応4年5月29日（1868年7月18日）    | 明治2年7月27日（1869年9月3日）     | 明治元年9月21日（1868年11月5日）、新潟府に改称。 明治2年2月22日（1869年4月3日）、新潟県（第1次）に改称。 水原県へ。                       |
| 三河県           | 慶応4年6月9日（1868年7月28日）     | 明治2年6月24日（1869年8月1日）     | 伊那県へ編入。 |
| 韮山県           | 慶応4年6月29日（1868年8月17日）    | ○                                  | |
| 柏崎県 （第1次） | 慶応4年7月27日（1868年9月13日）    | 明治元年11月5日（1869年12月18日）  | 越後府から分離して設置。新潟府へ編入。 |
| 伊那県           | 慶応4年8月2日（1868年9月17日）     | ○                                  | |
| 佐渡県           | 慶応4年9月2日（1868年10月17日）    | ○                                  | 明治元年11月5日（1868年12月18日）新潟府が当分管轄（事実上の編入）。 明治2年7月23日（1869年8月30日）越後府による管轄解除、佐渡県が再分離。 |
| 府中県           | 慶応4年9月4日（1868年10月19日）    | 明治元年10月28日（1868年12月11日） | 甲斐府へ。 |
| 市川県           | 慶応4年9月4日（1868年10月19日）    | 明治元年10月28日（1868年12月11日） | 甲斐府へ。 |
| 石和県           | 慶応4年9月4日（1868年10月19日）    | 明治元年10月28日（1868年12月11日） | 甲斐府へ。 |
| 甲斐府           | 明治元年10月28日（1868年12月11日） | ○                                  | 府中県・市川県・石和県を統合して設置。 明治2年7月20日（1869年8月27日）、甲府県に改称。                                                    |
| 越後府 （第2次） | 明治2年2月8日（1869年3月20日）     | 明治2年7月27日（1869年9月3日）     | 新潟府から分離して再置。 水原県へ。 |
| 水原県           | 明治2年7月27日（1869年9月3日）     | ○                                  | 越後府と新潟県を統合して設置。 明治3年3月7日（1870年4月7日）、新潟県（第2次）に移転改称。                                                 |
| 柏崎県 （第2次） | 明治2年8月25日（1869年9月30日）    | ○                                  | 水原県から分離して再置。 |
| 中野県           | 明治3年9月17日（1870年10月11日）   | ○                                  | 伊那県から分離して設置。 明治4年6月22日（1871年8月8日）、長野県に移転改称。                                                               |
| 本保県           | 明治3年12月22日（1871年2月11日）   | ○                                  | |

### 近畿地方
| 府県名   | 設置日                            | 廃止日                        | 備考                                                                                            |
| -------- | --------------------------------- | ----------------------------- | ----------------------------------------------------------------------------------------------- |
| 京都府   | 慶応4年閏4月24日（1868年6月14日） | ○                             |                                                                                                 |
| 大津県   | 慶応4年閏4月25日（1868年6月15日） | ○                             |                                                                                                 |
| 久美浜県 | 慶応4年閏4月28日（1868年6月28日） | ○                             |                                                                                                 |
| 大阪府   | 慶応4年5月2日（1868年6月21日）    | ○                             |                                                                                                 |
| 奈良県   | 慶応4年5月19日（1868年7月8日）    | ○                             | 慶応4年7月29日（1868年9月15日）、奈良府に改称。 明治2年7月17日（1869年8月24日）、奈良県に改称。 |
| 兵庫県   | 慶応4年5月23日（1868年7月12日）   | ○                             |                                                                                                 |
| 堺県     | 慶応4年6月22日（1868年8月10日）   | ○                             |                                                                                                 |
| 度会府   | 慶応4年7月6日（1868年8月23日）    | ○                             | 明治2年7月17日（1869年8月24日）、度会県に改称。                                                 |
| 摂津県   | 明治2年1月20日（1869年3月2日）    | 明治2年8月2日（1869年9月7日） | 明治2年5月10日（1869年6月19日）、豊崎県に改称。 兵庫県へ編入。                                  |
| 河内県   | 明治2年1月20日（1869年3月2日）    | 明治2年8月2日（1869年9月7日） | 堺県へ編入。                                                                                    |
| 生野県   | 明治2年8月10日（1869年9月15日）   | ○                             | 久美浜県から分離して設置。                                                                      |
| 五條県   | 明治3年2月27日（1870年3月28日）   | ○                             |                                                                                                 |

### 中国・四国地方
| 府県名 | 設置日                         | 廃止日 | 備考                                                                                                |
| ------ | ------------------------------ | ------ | --------------------------------------------------------------------------------------------------- |
| 倉敷県 | 慶応4年5月16日（1868年7月5日） | ○      | 明治4年2月5日（1871年3月25日）、多度津藩が廃止されて編入。                                          |
| 隠岐県 | 明治2年2月25日（1869年4月6日） | ○      | 明治2年8月2日（1869年9月7日）、大森県に移転改称。 明治3年1月9日（1870年2月9日）、浜田県に移転改称。 |

### 九州地方
| 府県名 | 設置日                            | 廃止日                           | 備考                                                           |
| ------ | --------------------------------- | -------------------------------- | -------------------------------------------------------------- |
| 富岡県 | 慶応4年閏4月25日（1868年6月15日） | 慶応4年8月29日（1868年10月14日） | 慶応4年6月10日（1868年7月29日）、天草県に改称。 長崎府へ編入。 |
| 日田県 | 慶応4年閏4月25日（1868年6月15日） | ○                                |                                                                |
| 富高県 | 慶応4年閏4月25日（1868年6月15日） | 慶応4年8月17日（1868年10月2日）  | 日田県へ編入。                                                 |
| 長崎府 | 慶応4年5月4日（1868年6月23日）    | ○                                | 明治2年6月20日（1869年7月28日）、長崎県に改称。                |

## 廃藩置県以前の藩の異動

### 明治維新以降に立藩した藩
江戸時代は藩として認められていなかったものの、明治政府によって認められた藩。
| 藩名               | 立藩日                           | 備考                                                     |
| ------------------ | -------------------------------- | -------------------------------------------------------- |
| 松岡藩（常陸国）   | 慶応4年1月24日（1868年2月17日）  | 水戸藩附家老・中山氏                                     |
| 田辺藩（紀伊国）   | 慶応4年1月24日（1868年2月17日）  | 紀州藩附家老・安藤氏                                     |
| 新宮藩（紀伊国）   | 慶応4年1月24日（1868年2月17日）  | 紀州藩附家老・水野氏                                     |
| 犬山藩（尾張国）   | 慶応4年1月27日（1868年2月20日）  | 尾張藩附家老・成瀬氏                                     |
| 今尾藩（美濃国）   | 慶応4年1月27日（1868年2月20日）  | 尾張藩附家老・竹腰氏                                     |
| 宍戸藩（常陸国）   | 慶応4年2月（1868年2-3月）        | 元治元年（1864年）に改易された松平氏（水戸家分家）が再封 |
| 岩国藩（周防国）   | 慶応4年3月13日（1868年4月5日）   | 山口藩陪臣・吉川氏                                       |
| 一橋藩（武蔵国）   | 慶応4年5月24日（1868年7月13日）  | 御三卿、明治2年12月26日（1870年1月27日）、廃藩           |
| 田安藩（武蔵国）   | 慶応4年5月24日（1868年7月13日）  | 御三卿、明治2年12月26日（1870年1月27日）、廃藩           |
| 村岡藩（但馬国）   | 慶応4年6月20日（1868年8月8日）   | 交代寄合・山名氏、明治3年11月23日（1871年1月13日）、廃藩 |
| 福本藩（播磨国）   | 慶応4年6月20日（1868年8月8日）   | 交代寄合・池田氏                                         |
| 成羽藩（備中国）   | 慶応4年6月20日（1868年8月8日）   | 交代寄合・山崎氏                                         |
| 志筑藩（常陸国）   | 慶応4年7月14日（1868年8月31日）  | 交代寄合・本堂氏                                         |
| 田原本藩（大和国） | 慶応4年7月14日（1868年8月31日）  | 交代寄合・平野氏                                         |
| 堀江藩（遠江国）   | 明治元年9月18日（1868年11月2日） | 高家旗本・大沢氏                                         |
| 矢島藩（出羽国）   | 明治元年11月20日（1869年1月2日） | 交代寄合・生駒氏                                         |
| 府中藩（駿河国）   | 明治2年8月7日（1869年9月12日）   | 徳川宗家                                                 |

### 任知藩事前に廃止された藩
知藩事任命以前に廃止された藩。
| 藩名                 | 廃止日                             | 備考                             |
| -------------------- | ---------------------------------- | -------------------------------- |
| 会津藩（陸奥国）     | 明治元年12月7日（1869年1月19日）   | 戊辰戦争後の処分による改易       |
| 請西藩（上総国）     | 明治元年12月7日（1869年1月19日）   | 戊辰戦争後の処分による改易       |
| 米沢新田藩（羽前国） | 明治2年8月19日（1869年9月24日）    | 米沢藩へ編入                     |
| 一橋藩（武蔵国）     | 明治2年12月26日（1870年1月27日）   | 周辺各県へ編入                   |
| 田安藩（武蔵国）     | 明治2年12月26日（1870年1月27日）   | 周辺各県へ編入                   |
| 広島新田藩（安芸国） | 明治2年12月26日（1870年1月27日）   | 広島藩へ編入                     |
| 高知分家藩（土佐国） | 明治3年8月25日（1870年9月20日）    | 高知藩へ編入                     |
| 高瀬藩（肥後国）     | 明治3年9月2日（1870年9月26日）     | 熊本藩へ編入                     |
| 宇土藩（肥後国）     | 明治3年9月2日（1870年9月26日）     | 熊本藩へ編入                     |
| 植松藩（肥前国）     | 明治3年9月2日（1870年9月26日）     | 平戸藩へ編入                     |
| 鹿奴藩（因幡国）     | 明治3年閏10月4日（1870年11月26日） | 鳥取新田藩から改称。鳥取藩へ編入 |
| 若桜藩（因幡国）     | 明治3年閏10月4日（1870年11月26日） | 鳥取新田藩から改称。鳥取藩へ編入 |

### 任知藩事後に廃止された藩
版籍奉還後の知藩事任命以降、廃藩置県までの期間に廃止された藩。
| 藩名                       | 廃止日                            | 備考                       |
| -------------------------- | --------------------------------- | -------------------------- |
| 吉井藩（上野国）           | 明治2年12月26日（1870年1月27日）  | 岩鼻県へ編入               |
| 狭山藩（河内国）           | 明治2年12月26日（1870年1月27日）  | 堺県へ編入                 |
| 盛岡藩（陸中国）           | 明治3年7月10日（1870年8月6日）    | 盛岡県を設置               |
| 喜連川藩（下野国）         | 明治3年7月17日（1870年8月13日）   | 日光県へ編入               |
| 鞠山藩（旧敦賀藩、越前国） | 明治3年9月17日（1870年10月11日）  | 小浜藩へ編入               |
| 長岡藩（越後国）           | 明治3年10月22日（1870年11月15日） | 柏崎県へ編入               |
| 福本藩（播磨国）           | 明治3年11月23日（1871年1月13日）  | 鳥取藩へ編入               |
| 高須藩（美濃国）           | 明治3年12月23日（1871年2月12日）  | 名古屋藩へ編入             |
| 多度津藩（讃岐国）         | 明治4年2月5日（1871年3月25日）    | 倉敷県へ編入               |
| 丸亀藩（讃岐国）           | 明治4年4月10日（1871年5月28日）   | 丸亀県を設置               |
| 竜岡藩（信濃国）           | 明治4年6月2日（1871年7月19日）    | 中野県及び伊那県へ分割編入 |
| 徳山藩（周防国）           | 明治4年6月19日（1871年8月5日）    | 山口藩へ編入               |
| 大溝藩（近江国）           | 明治4年6月23日（1871年8月9日）    | 大津県へ編入               |
| 津和野藩（石見国）         | 明治4年6月25日（1871年8月11日）   | 浜田県へ編入               |

### 任知藩事前に移転・改称した藩
ともに第2次長州征討敗戦による移転。
| 旧藩名           | 変更日                                | 新藩名           |
| ---------------- | ------------------------------------- | ---------------- |
| 浜田藩（石見国） | 慶応2年2月15日（1866年3月31日）、移転 | 鶴田藩（美作国） |
| 小倉藩（豊前国） | 慶応3年3月（1867年4月）、移転         | 香春藩（豊前国） |

### 任知藩事後に移転・改称した藩
知藩事任命以降、藩庁の移転などにより改称のあった藩。
| 旧藩名                     | 変更日                                 | 新藩名             |
| -------------------------- | -------------------------------------- | ------------------ |
| 白石藩（旧盛岡藩、磐城国） | 明治2年7月22日（1869年8月29日）、移転  | 盛岡藩（陸中国）   |
| 長瀞藩（羽前国）           | 明治2年11月1日（1869年12月3日）、移転  | 大網藩（上総国）   |
| 香春藩（旧小倉藩、豊前国） | 明治2年12月24日（1870年1月25日）、移転 | 豊津藩（豊前国）   |
| 高徳藩（下野国）           | 明治3年3月19日（1870年4月19日）、移転  | 曽我野藩（下総国） |
| 敦賀藩（越前国）           | 明治3年3月23日（1870年4月23日）、改称  | 鞠山藩             |
| 三上藩（近江国）           | 明治3年4月14日（1870年5月14日）、移転  | 吉見藩（和泉国）   |
| 山形藩（羽前国）           | 明治3年7月17日（1870年8月13日）、移転  | 朝日山藩（近江国） |
| 守山藩（磐城国）           | 明治3年12月24日（1871年2月13日）、移転 | 松川藩（常陸国）   |
| 柴山藩（旧掛川藩、上総国） | 明治4年1月13日（1871年3月3日）、移転   | 松尾藩（上総国）   |
| 久保田藩（羽後国）         | 明治4年1月13日（1871年3月3日）、改称   | 秋田藩             |
| 谷田部藩（常陸国）         | 明治4年2月8日（1871年3月28日）、移転   | 茂木藩（下野国）   |
| 大網藩（上総国）           | 明治4年2月17日（1871年4月6日）、再移転 | 龍崎藩（常陸国）   |

### 任知藩事時に改称した藩
知藩事の任命に際して、またはその直後に改称した藩。
| 旧藩名               | 変更日                                    | 新藩名   |
| -------------------- | ----------------------------------------- | -------- |
| 亀山藩（丹波国）     | 明治2年6月19日（1869年7月27日）、任知藩事 | 亀岡藩   |
| 田辺藩（丹後国）     | 明治2年6月20日（1869年7月28日）、任知藩事 | 舞鶴藩   |
| 府中藩（常陸国）     | 明治2年6月22日（1869年7月30日）、任知藩事 | 石岡藩   |
| 松山藩（羽後国）     | 明治2年6月22日（1869年7月30日）、任知藩事 | 松嶺藩   |
| 田野口藩（信濃国）   | 明治2年6月22日（1869年7月30日）、任知藩事 | 竜岡藩   |
| 勝山藩（安房国）     | 明治2年6月23日（1869年7月31日）、任知藩事 | 加知山藩 |
| 金沢藩（武蔵国）     | 明治2年6月23日（1869年7月31日）、任知藩事 | 六浦藩   |
| 糸魚川藩（越後国）   | 明治2年6月24日（1869年8月1日）、任知藩事  | 清崎藩   |
| 盛岡新田藩（陸奥国） | 明治2年6月24日（1869年8月1日）、任知藩事  | 七戸藩   |
| 新庄藩（大和国）     | 明治2年6月24日（1869年8月1日）、任知藩事  | 櫛羅藩   |
| 小倉新田藩（豊前国） | 明治2年6月24日（1869年8月1日）、任知藩事  | 千束藩   |
| 岡山新田藩（備中国） | 明治2年6月25日（1869年8月2日）、任知藩事  | 鴨方藩   |
| 勝山藩（美作国）     | 明治2年7月4日（1869年8月11日）、改称      | 真島藩   |
| 府中藩（駿河国）     | 明治2年8月7日（1869年9月12日）、改称      | 静岡藩   |
| 吉田藩（三河国）     | 明治2年8月7日（1869年9月12日）、改称      | 豊橋藩   |
| 府中藩（長門国）     | 明治2年8月7日（1869年9月12日）、改称      | 豊浦藩   |
| 府中藩（対馬国）     | 明治2年8月7日（1869年9月12日）、改称      | 厳原藩   |
| 鶴岡藩（羽前国）     | 明治2年9月13日（1869年10月17日）、改称    | 大泉藩   |
| 松山藩（備中国）     | 明治2年11月2日（1869年12月4日）、改称     | 高梁藩   |
| 岡山新田藩（備中国） | 明治3年1月12日（1870年2月12日）、任知藩事 | 生坂藩   |
| 秋田新田藩（羽後国） | 明治3年2月24日（1870年3月25日）、任知藩事 | 岩崎藩   |
| 三根山藩（越後国）   | 明治3年10月29日（1870年11月22日）、改称   | 峰岡藩   |

## 廃藩置県当日に存在した藩

### 凡例
以下の各藩が廃藩置県当日の明治4年7月14日（1871年8月29日）まで存続し、同日、県に置き換えられた。
以下、地方区分は上記の府県の区分に合わせ、基本的に北から順に配列する。

### 北海道・東北地方
- 渡島国：館藩
- 陸奥国：弘前藩、黒石藩、斗南藩、七戸藩、八戸藩
- 陸中国：一関藩
- 陸前国：仙台藩
- 羽後国：秋田藩、岩崎藩、本荘藩、亀田藩、矢島藩、松嶺藩
- 羽前国：大泉藩、新庄藩、天童藩、米沢藩
- 磐城国：中村藩、磐城平藩、湯長谷藩、泉藩、三春藩、棚倉藩
- 岩代国：二本松藩

### 関東地方
- 常陸国：松岡藩、水戸藩、松川藩、宍戸藩、笠間藩、下館藩、下妻藩、麻生藩、石岡藩、土浦藩、志筑藩、牛久藩、龍ヶ崎藩
- 下総国：結城藩、古河藩、関宿藩、佐倉藩、高岡藩、多古藩、小見川藩、生実藩、曾我野藩
- 上総国：菊間藩、鶴舞藩、鶴牧藩、桜井藩、久留里藩、飯野藩、小久保藩、佐貫藩、松尾藩、一宮藩、大多喜藩
- 安房国：長尾藩、花房藩、館山藩、加知山藩
- 下野国：大田原藩、黒羽藩、烏山藩、茂木藩、宇都宮藩、壬生藩、吹上藩、佐野藩、足利藩
- 上野国：館林藩、伊勢崎藩、沼田藩、前橋藩、高崎藩、安中藩、七日市藩、小幡藩
- 武蔵国：川越藩、忍藩、岩槻藩、六浦藩
- 相模国：小田原藩、荻野山中藩

### 中部地方
- 越後国：村上藩、三日市藩、黒川藩、新発田藩、村松藩、峰岡藩、与板藩、椎谷藩、高田藩、清崎藩
- 越中国：富山藩
- 加賀国：金沢藩、大聖寺藩
- 越前国：丸岡藩、福井藩、勝山藩、大野藩、鯖江藩
- 若狭国：小浜藩
- 信濃国：飯山藩、須坂藩、松代藩、上田藩、小諸藩、岩村田藩、松本藩、高島藩、高遠藩、飯田藩
- 美濃国：苗木藩、岩村藩、郡上藩、高富藩、加納藩、大垣藩、野村藩、今尾藩
- 駿河国：静岡藩
- 遠江国：堀江藩
- 三河国：豊橋藩、田原藩、半原藩、西大平藩、岡崎藩、西尾藩、西端藩、挙母藩、刈谷藩、重原藩
- 尾張国：名古屋藩、犬山藩

### 近畿地方
- 伊勢国：長島藩、桑名藩、菰野藩、亀山藩、神戸藩、津藩、久居藩
- 志摩国：鳥羽藩
- 近江国：朝日山藩、宮川藩、彦根藩、山上藩、西大路藩、水口藩、膳所藩
- 山城国：淀藩
- 丹波国：亀岡藩、園部藩、綾部藩、山家藩、福知山藩、篠山藩、柏原藩
- 丹後国：舞鶴藩、宮津藩、峰山藩
- 摂津国：高槻藩、麻田藩、尼崎藩、三田藩
- 河内国：丹南藩
- 和泉国：伯太藩、岸和田藩、吉見藩
- 播磨国：明石藩、小野藩、三草藩、姫路藩、林田藩、龍野藩、赤穂藩、安志藩、山崎藩、三日月藩
- 但馬国：出石藩、豊岡藩、村岡藩
- 大和国：柳生藩、郡山藩、小泉藩、柳本藩、芝村藩、田原本藩、高取藩、櫛羅藩
- 紀伊国：和歌山藩、田辺藩、新宮藩

### 中国地方
- 因幡国：鳥取藩
- 出雲国：松江藩、母里藩、広瀬藩
- 石見国：津和野藩
- 美作国：津山藩、鶴田藩、真島藩
- 備前国：岡山藩
- 備中国：鴨方藩、生坂藩、庭瀬藩、足守藩、浅尾藩、岡田藩、高梁藩、成羽藩、新見藩
- 備後国：福山藩
- 安芸国：広島藩
- 周防国：岩国藩、山口藩
- 長門国：清末藩、豊浦藩

### 四国地方
- 阿波国：徳島藩
- 讃岐国：高松藩
- 伊予国：西条藩、小松藩、今治藩、松山藩、新谷藩、大洲藩、吉田藩、宇和島藩
- 土佐国：高知藩

### 九州地方
- 筑前国：福岡藩、秋月藩
- 筑後国：久留米藩、柳河藩、三池藩
- 対馬国：厳原藩
- 肥前国：唐津藩、佐賀藩、蓮池藩、小城藩、鹿島藩、平戸藩、福江藩、大村藩、島原藩
- 肥後国：熊本藩、人吉藩
- 豊前国：豊津藩、千束藩、中津藩
- 豊後国：杵築藩、日出藩、府内藩、佐伯藩、臼杵藩、岡藩、森藩
- 日向国：延岡藩、高鍋藩、佐土原藩、飫肥藩
- 薩摩国：鹿児島藩

## 名称と管轄区域
各府県および知藩事任命後の藩は、いくつかの例外を除いて、それぞれの府藩県庁所在地名によって「大阪府」「品川県」「山口藩」などと呼ぶのを原則としていた。しかし、府藩県の中には府藩県庁所在地を中心とする一まとまりの区域の外に遠隔地に飛地を持つものが少なくなかった。
たとえば、伊豆国韮山（現：伊豆の国市）に県庁を置いた韮山県は、伊豆国内だけでなく、相模国、武蔵国、甲斐国内にあった旧幕府直轄領（天領）や旗本支配地なども管轄していた。反対に、相模国（現：神奈川県）には国内に藩庁を置く小田原藩や荻野山中藩、あるいは近隣の神奈川県や六浦藩（武蔵国）、韮山県（伊豆国）だけでなく、下野国（現：栃木県）の烏山藩や三河国（現：愛知県）の西大平藩などが管轄区域を持っていた。特に旧幕府領や旗本支配地、藩領が錯綜する関東地方や近畿地方にこのような例が多い。
政府は、各府藩県の管轄区域を交換、整理統合して支配の合理化を図ろうとしたが、廃藩置県までに実現したのは部分的なものにとどまり、管轄区域の錯綜はほとんど解消されなかった。国や郡を単位とした一円的な管轄区域が確立するのは、廃藩置県後の明治4年10月末 - 11月（1871年12月）の全国的な府県再編を経て以降のことである。